# Pescaria (Venise)
La Loggia della Pescaria , Pescheria ou Marché aux Poissons est un bâtiment de marché néogothique dans le sestiere de San Polo. Il longe le Grand Canal et le rio de le Becarie.

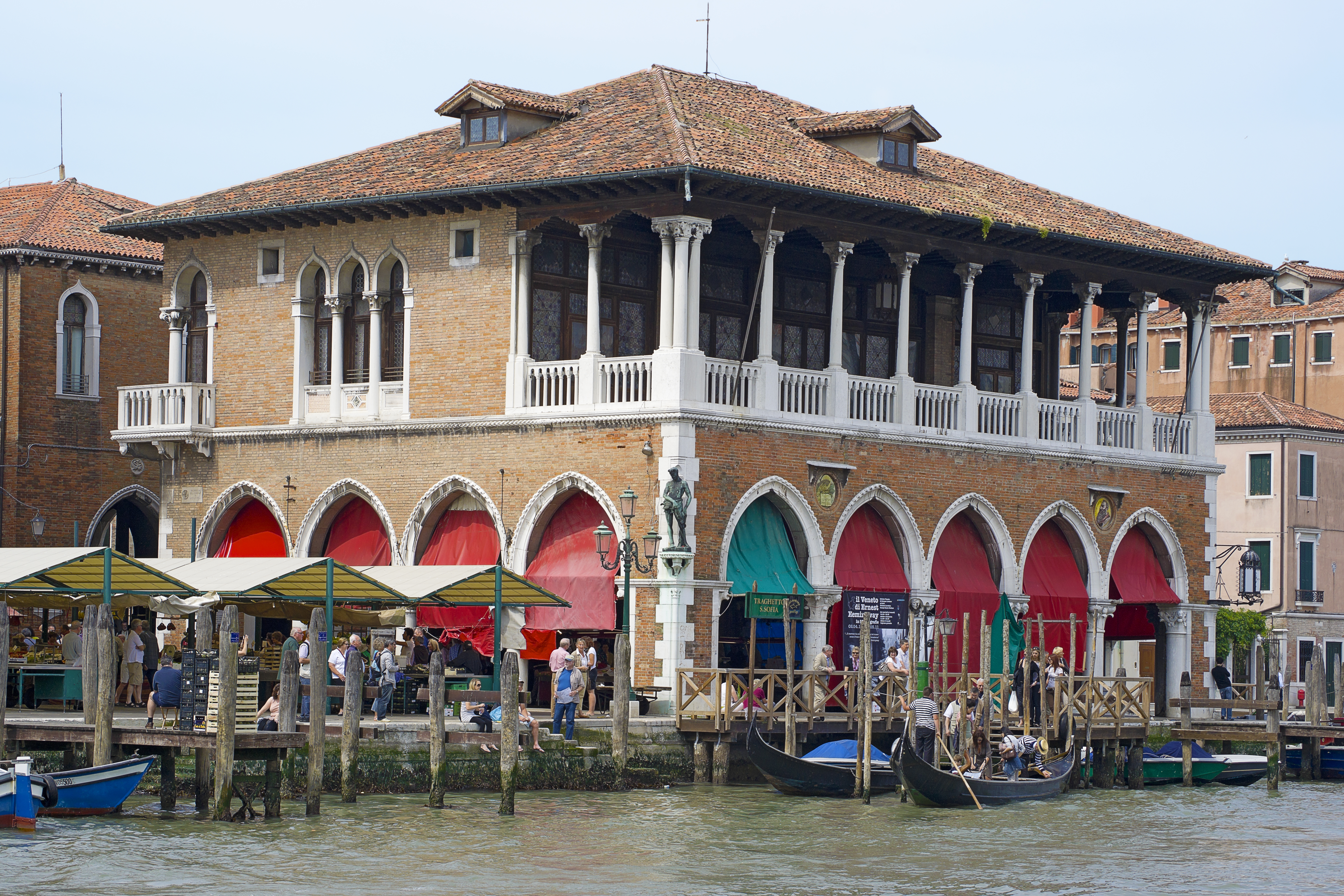
Vue d’ensemble de la Pescaria

## Description
Le bâtiment fut construit en 1907 par Domenico Rupolo et Cesare Laurenti.

À cet endroit furent détruites les maisons des Querini ayant participé à la conspiration de Bajamonte Tiepolo de 1310 pour y ériger les Beccarie (marché de viande) et y aménager le marché aux poissons. Ce dernier se trouva d'abord près du Rialto, avant de devoir s'éloigner pour des raisons d'odeur et de foule vers l'Erberia et ensuite plus loin à cet endroit en 1459. La Pescheria fut, comme le reste du quartier, soumise à plusieurs incendies ravageurs, et fut reconstruite en 1881 en un bâtis utilisant le fer et le verre avant de céder la place à l'actuel bâtiment. 
 Le bâtiment ressemble à une loggia médiévale avec de grands arcs ogivaux, inspiré de l'œuvre de Vittore Carpaccio. Le bâtiment est constitué de doubles piliers angulaires, six piliers internes et douze colonnes externes, soutenant le plafond en bois et le toit en pente. 
 Sur la façade face au Grand Canal, deux médaillons en terracotta ont été apposés : à gauche, le Lion de Saint-Marc et à droite, portrait de l’auteur Pietro Aretino, dévoilé en 2001. Aretino vécut dans le Palazzo Bollani en face, de 1527 à 1556.
Côté gauche de cette façade se trouve une statue en bronze du jeune Saint-Pierre, pêcheur de profession, alors que sur les égouttoirs des ailettes sont apposées, suggérant le poisson.
Sur le mur de la seconde loggia (la Pescheria Nuova) est apposé une pancarte reprenant les mesures minima des poissons. À son côté ouest, un escalier mène à l’étage où étaient installés les bureaux de rationnement pendant la deuxième guerre mondiale. Sous l’escalier se trouvent deux portes en fer forgé avec le dicton latin : ‘’Piscis primum a capite foetet’’ (le poisson pue d’abord à sa tête).

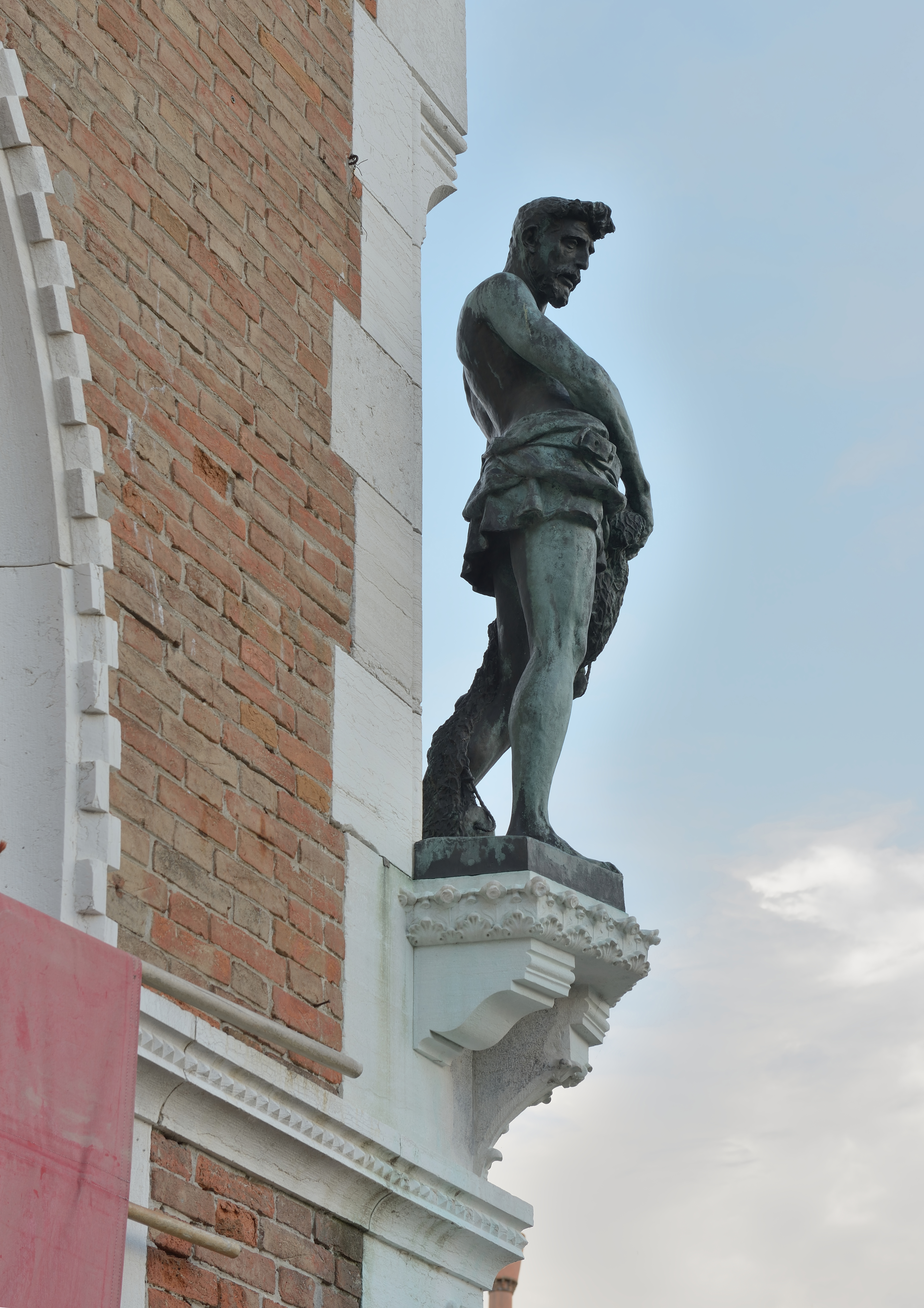
La statue de Saint-Pierre, le pêcheur
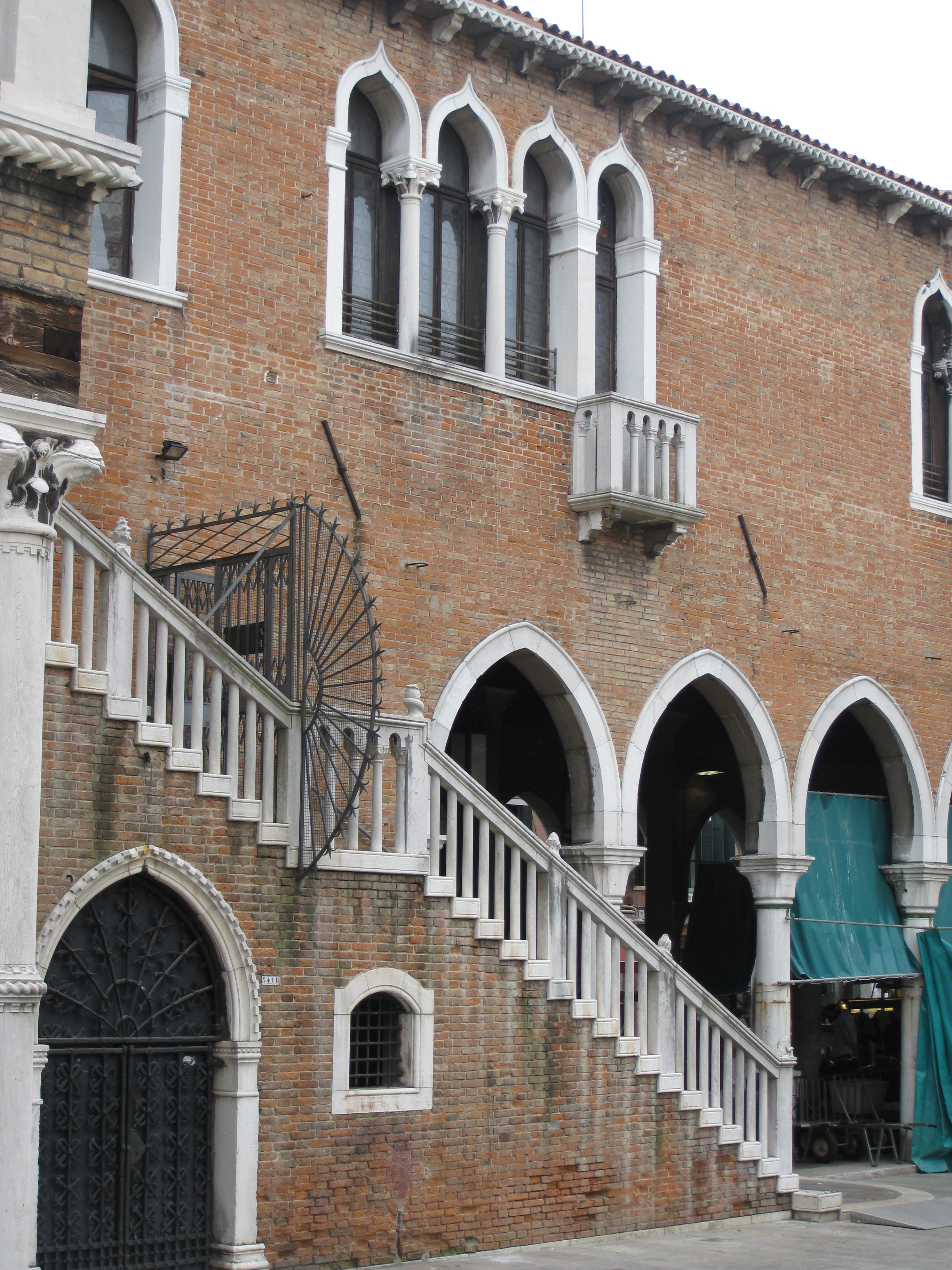
Escalier vers la seconde loggia
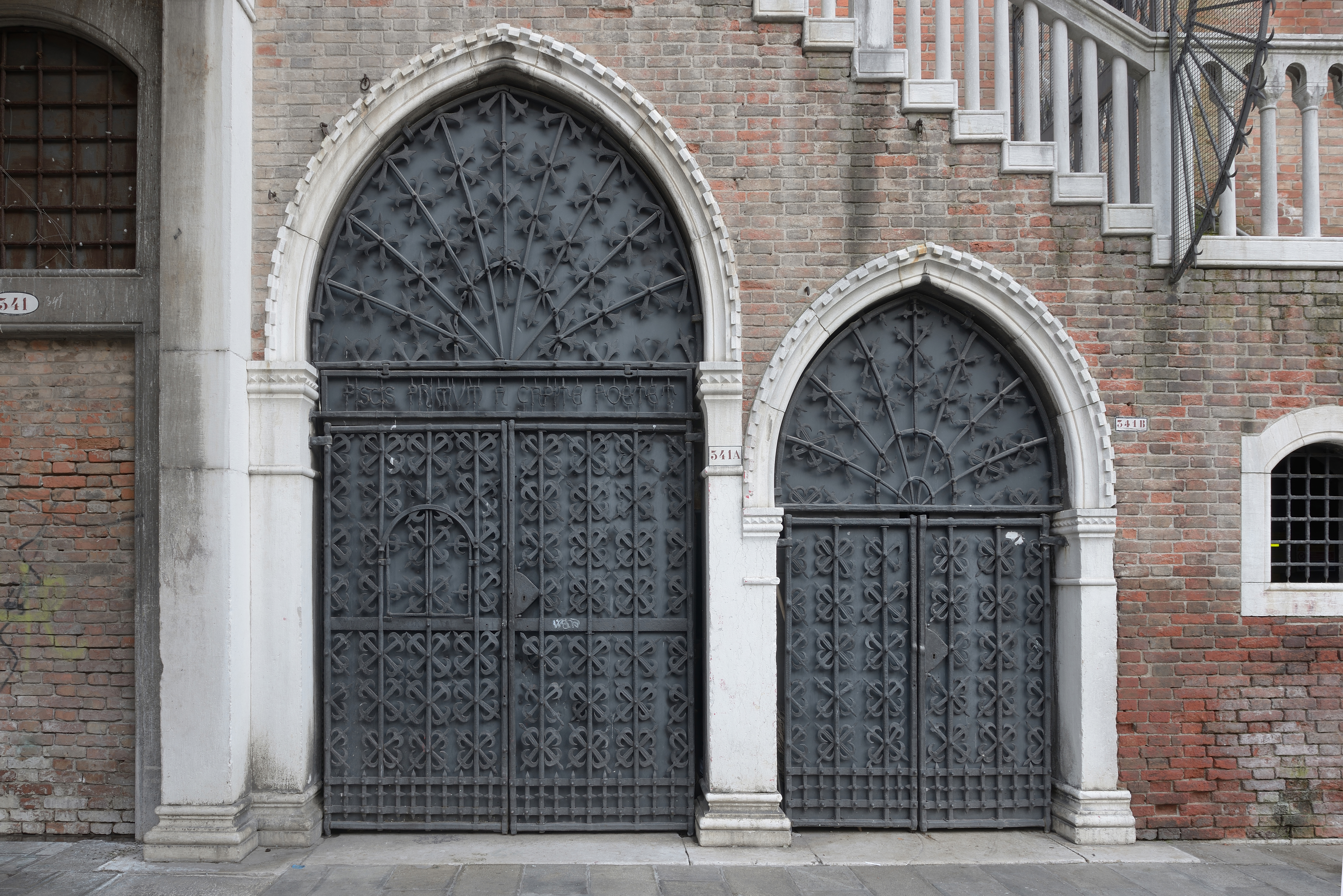
Portes en fer forgé de la Pescaria
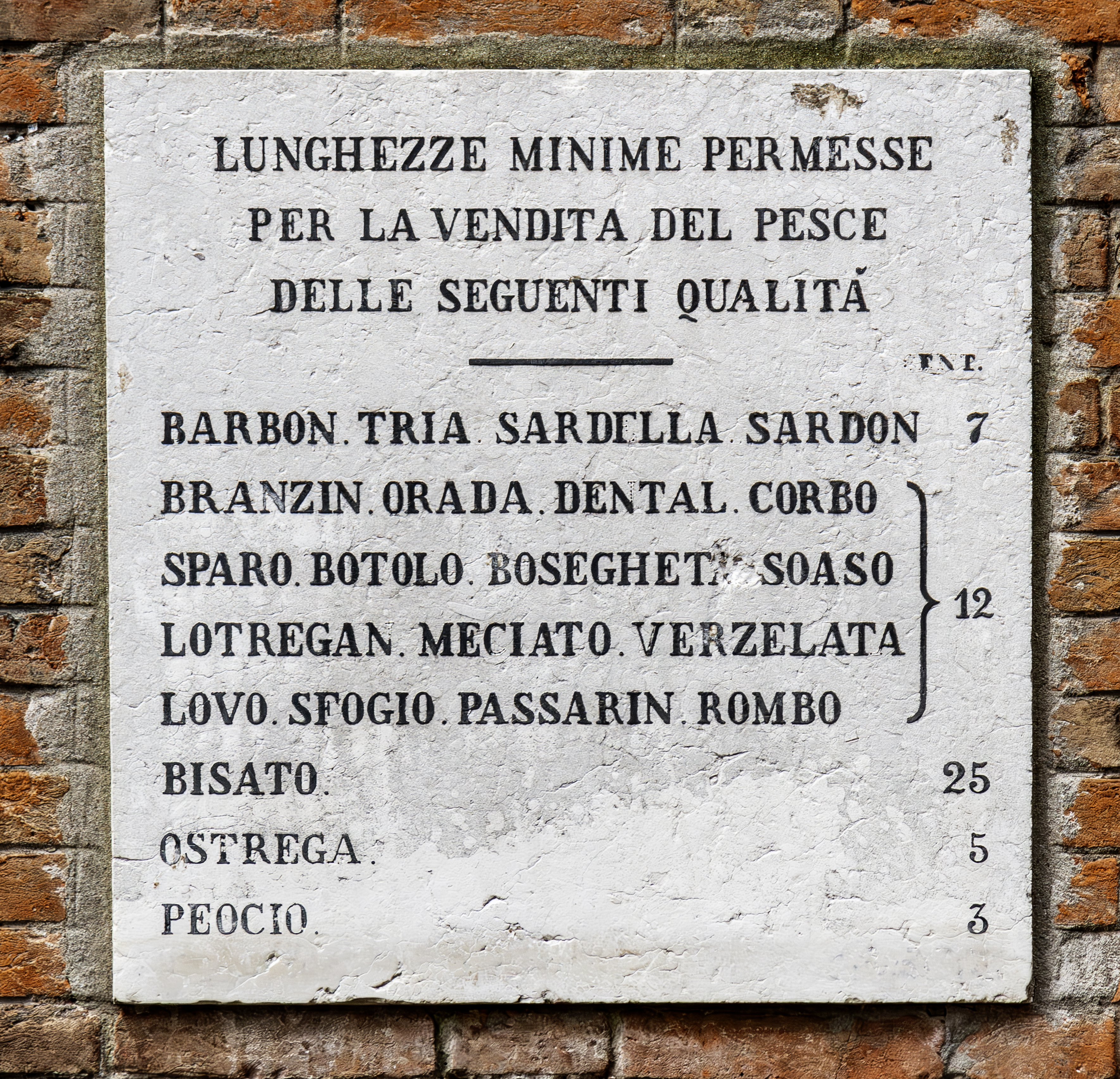
Mesures minimale des poissons
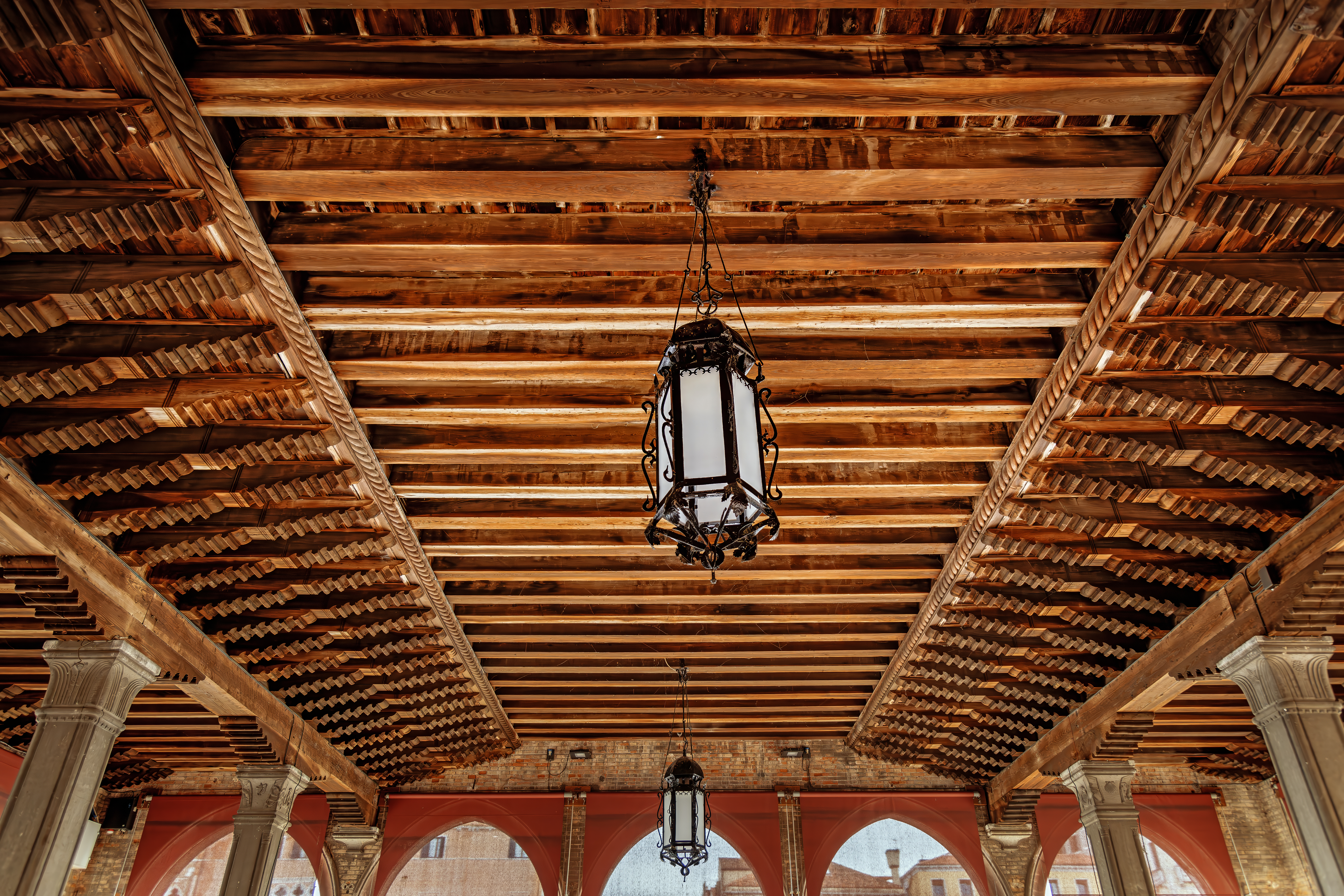
Le plafond en chêne

## La pêche à Venise

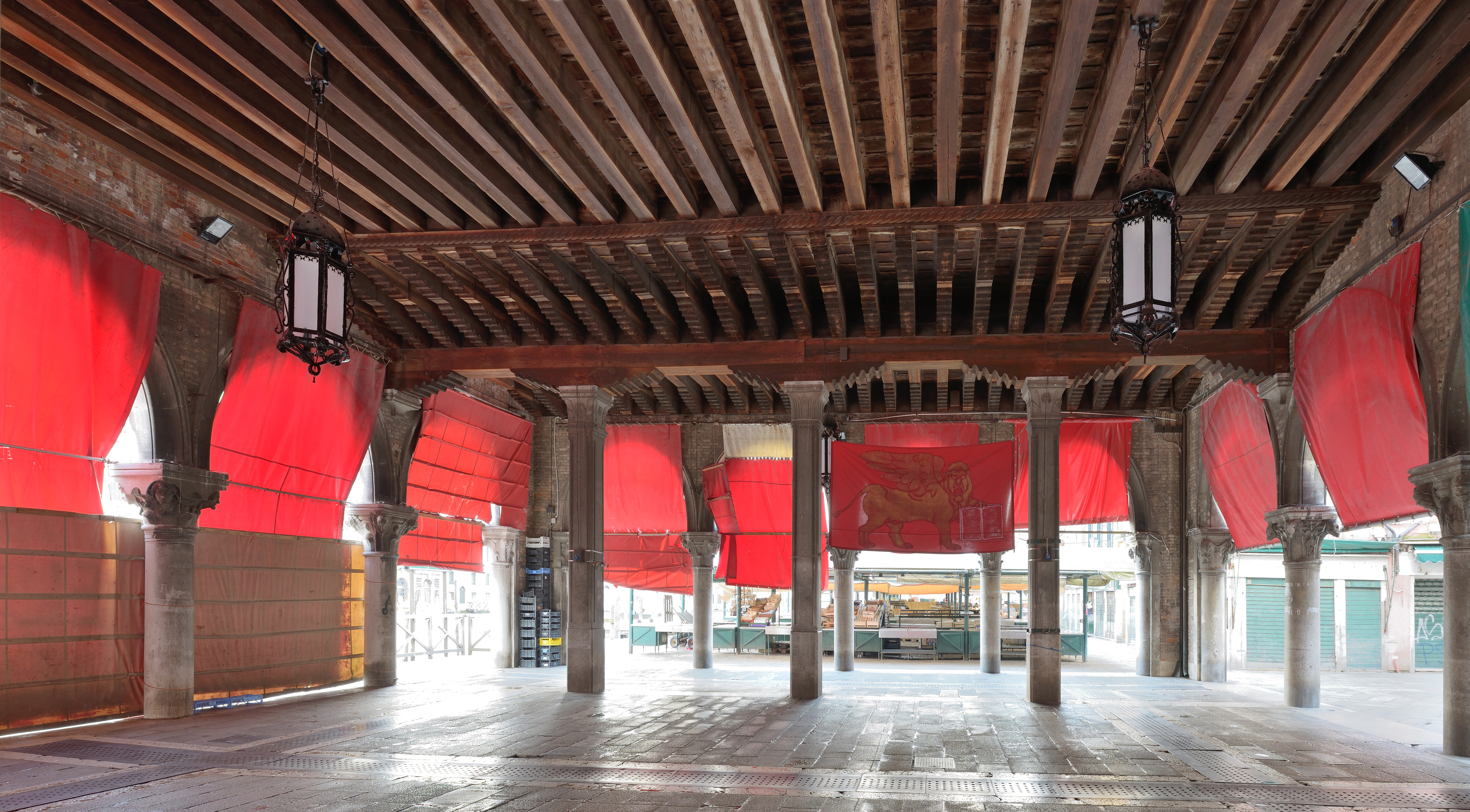
Intérieur de la Pescaria

Les populations de la lagune étaient majoritairement des pêcheurs bien avant la création de Venise. Le commerce du poisson se développa à cet endroit proche du Rialto très tôt. Il faut attendre 1173 et 1227 pour voir apparaître des centaines de réglementations concernant les modes de pêche, les types de pêcheurs, les tailles des poissons, les revendeurs et les lieux autorisés édictés par la Magistratura della Giustizia. Ils ont aussi favorisé une industrialisation de la pêche pour subvenir aux besoins même en cas de crise grave. Des fermes piscicoles (les ‘’Valli’’) furent installées à l'intérieur de la lagune. La pisciculture s’étendait sur 11 000 ha et était réservée aux Nobles et aux monastères, qui les donnaient en fermage au ‘’Vallesani’’. 

En 1227, le capitulare de piscaribus, oblige à vendre le poisson sous le mât (Palo) situé au Rialto ou Saint Marc. Il interdit les ententes sur les prix. La Giustizia Vecchia, créée en 1261, édicte les règles sur les espèces et les périodes autorisées, la taille des filets de pêches, les moyens de capture, mais aussi qui peut vendre quoi, à quel endroit, avec quelles mesures d'hygiène et à quels prix. Une Confrérie des Pêcheurs est créée, ainsi qu'une Confrérie des Poissonniers, la Scuola dei Compravendi Pesce située à Dorsoduro. Elles s'organisent comme toutes les confréries autour d'une charte (mariegola) et d'un chapitre avec son chef (gastaldo), leurs revenus et la Zonza, leurs autels, leurs règles pour protéger les membres malades ou pauvres, et sont mis sous contrôle de la Giustizia Vecchia.

Au XIVe siècle, la lagune, les ports et rivières sont mis sous contrôle du Conseil des Dix, du Sénat, de cinq ‘’Sages’’ et des ‘’Superviseurs des Eaux’’. En 1501, une Autorité spéciale des Eaux est créée. Fin du XVIe siècle, la ‘’Giustizia Vecchia’’ interdit l'achat direct à la barque des pêcheurs, fixe les prix du poisson tous les deux mois ainsi que les rémunérations des intermédiaires. En 1835 et 1841, les Autrichiens édictent des règlements sur la pêche en Adriatique et puis en Lagune.

On comptait près de 160 poissonniers en activité fin du XIXe siècle. Aujourd'hui, il en reste moins de 20, qui vont se fournir au marché de gros de Tronchetto.